# Roquefort-de-Sault
Roquefort-de-Sault é uma comuna francesa na região administrativa de Occitânia, no departamento de Aude. Estende-se por uma área de 21,84 km². Em 2010 a comuna tinha 84 habitantes (densidade: 3,8 hab./km²).